# فريدريك بورم
فريدريك بورم (بالدنماركية: Frederik Børm)‏ مواليد 12 أغسطس 1988 في راندرس، هو لاعب كرة يد دانمركي يلعب كمحور. مثل منتخب الدنمارك لكرة اليد.

## روابط خارجية
- فريدريك بورم على موقع الاتحاد الأوروبي لكرة اليد (الإنجليزية)